# 漢拏山國立公園
漢拏山國立公園（：／ Hallasan Gungnip Gongwon */?）是位於韓國濟州特別自治道濟州市與西歸浦市的山岳型國立公園。1970年3月24日與雪嶽山國立公園、俗離山國立公園被同時指定，總面積153平方公里。

## 沿革
- 1966年10月12日：漢拏山天然保護區域指定 (天然紀念物第182號)。
- 1970年3月24日：國立公園指定 (建設部公告第28號)。
- 1973年9月1日：管理事務所開所 (濟州道條例第457號)。
- 1987年8月7日：管理事務所機構擴大 (濟州道條例第1348號)
- 1995年4月7日：觀音寺地區野營場開場。
- 2001年1月15日：濟州道漢拏山國立公園管理事務所附設漢拏山研究所開所 (濟州道訓令第743號)。
- 2002年12月16日：生物圈保護區指定 (聯合國教科文組織)。
- 2003年10月14日：漢拏山研究所研究室新設 (濟州道規則第1928號)
- 2007年6月27日：世界自然遺產名錄登載－濟州火山島和熔巖洞窟 (聯合國教科文組織)。
- 2008年3月5日：行政機構組織改編－世界自然遺產管理本部、漢拏山國立公園保護管理部 (濟州特別自治道條例第324號)。
- 2008年4月21日：漢拏山國立公園探訪案內所開館。
- 2010年10月4日：世界地質公園認證。

## 關聯區域
- 濟州特別自治道
  - 濟州市老衡洞、吾羅洞、梧登洞、我羅洞、寧坪洞、月坪洞、龍崗洞、奉蓋洞、朝天邑橋來里、涯月邑光令里
  - 西歸浦市上孝洞、吐坪洞、東烘洞、西烘洞、瀛南洞、道順洞、河源洞、中文洞、穡達洞、南元邑新禮里、爲美里、下禮里